# Morleyova věta o kategoričnosti
Morleyova věta o kategoričnosti je jednou z nejdůležitějších vět teorie modelů. Dokázal ji roku 1962 americký matematik Michael Darwin Morley ve své disertační práci s názvem „Categoricity in Power“. Tuto větu později zobecnil Saharon Shelah.

## Znění věty

### Kategorická teorie
Řekneme, že teorie T je kategorická v kardinalitě {\displaystyle \kappa } ({\displaystyle \kappa }-kategorická), jsou-li každé dva modely T mohutnosti {\displaystyle \kappa } izomorfní.

### Morleyova věta pro spočetný jazyk
Původní znění Morleyovy věty z roku 1962 je následující:
Nechť T je teorie v jazyce spočetné kardinality a nechť T je kategorická v nějaké nespočetné kardinalitě. Pak je T kategorická v každé nespočetné kardinalitě.

### Shelahovo zobecnění pro libovolný jazyk
Saharon Shelah zobecnil původní Morleyovu větu i na teorie s nespočetným jazykem:
Nechť T je teorie v jazyce kardinality {\displaystyle \lambda } a nechť T je kategorická v nějaké kardinalitě {\displaystyle \kappa >\lambda }. Pak T je kategorická v každé kardinalitě {\displaystyle \kappa >\lambda }.

## Příklady
- Teorie algebraicky uzavřených těles dané charakteristiky p (p=0 nebo prvočíslo) je kategorická v kardinalitě {\displaystyle 2^{\aleph _{0}}} (viz funkce alef), tedy je podle Morleyovy věty kategorická v každé nespočetné kardinalitě, {\displaystyle \aleph _{0}}-kategorická však není.
- Teorie čisté rovnosti je kategorická ve všech (včetně konečných) kardinalitách.
- Teorie hustého lineárního uspořádání bez konců je {\displaystyle \aleph _{0}}-kategorická, ale není kategorická v žádné nespočetné kardinalitě.
- Stejně tak teorie v jazyce obsahujícím jediný unární predikátový symbol E s axiomy „existuje nekonečně mnoho x takových, že E(x)“, „existuje nekonečně mnoho x takových, že {\displaystyle \neg E(x)}“ je {\displaystyle \aleph _{0}}-kategorická, ale není kategorická v žádné nespočetné kardinalitě.

## Vlastnosti kategorických teorií
- Pokud je teorie kategorická v nějaké nekonečné kardinalitě a nemá konečné modely, pak je již úplná. To plyne z Löwenheim-Skolemovy věty.